# Sebastian Barnes
Sebastian Barnes (* 18. November 1976 in Ghana) ist ein ehemaliger ghanaischer Fußballspieler auf der Position des Stürmers. Zu Beginn seiner Fußballlaufbahn kam er in der Juniorennationalmannschaft Ghanas auch als Abwehrspieler zum Einsatz. In Deutschland stand er als Profifußballspieler bei Bayer 04 Leverkusen und dem 1. FSV Mainz 05 unter Vertrag.

## Karriere
Barnes wechselte 1991 in die Herrenmannschaft des Accra Hearts of Oak. Dort agierte er vorrangig im Mittelfeld. Auch dank seiner Leistungen als Juniorennationalspieler fand er 1995 den Weg zum Fußball-Bundesliga-Teilnehmer Bayer 04 Leverkusen. Sein Pflichtspieldebüt bestritt er am 2. Juli 1995 im Gruppenspiel im UEFA Intertoto Cup 1995 gegen OFI Kreta, als er in der 83. Minute für Markus Kurth eingewechselt wurde. Am 22. Juli 1995 gegen JK Pärnu Tervis im selben Wettbewerb erzielte er beim 1:6-Auswärtssieg drei Tore. Die Mannschaft kam als Gruppensieger weiter und schlug Odense BK am 29. Juli 1995 im Achtelfinale mit 5:2. Barnes startete in der Stammformation, erhielt in der 27. Minute eine gelbe Karte und wurde in der 68. Minute gegen Mike Rietpietsch ausgewechselt. Im Halbfinale unterlag die Mannschaft später dem FC Tirol Innsbruck mit 7:5 nach Elfmeterschießen; Barnes blieb dabei ohne Einsatz. Im DFB-Pokal kam er im Achtelfinale gegen Rot-Weiss Essen und im Viertelfinale gegen den 1. FC Lok Stendal zu zwei Kurzeinsätzen. Beide Partien konnten im Elfmeterschießen gewonnen werden. In der Liga fand er sich lediglich einmal am 15. Oktober 1995, dem 9. Spieltag, gegen den 1. FC Köln im Aufgebot der Leverkusener, kam allerdings nicht zum Einsatz.
Er kam im Erstrundenspiel des DFB-Pokal 1996/97 gegen den MSV Duisburg über 106 Minuten zum Einsatz, konnte das Pokalaus aber auch nicht verhindern. Kurz danach schloss er sich dem US-amerikanischen A-League-Verein Orlando Sundogs an. Dort erzielte er in 23 Ligaspielen 14 Tore und kehrte 1997 zurück nach Deutschland. Dort schloss er sich dem Zweitligisten 1. FSV Mainz 05 an. In lediglich sechs Einsätzen blieb er torlos, sodass es zu einer Trennung kam. Er wechselte zum VfL Hamm/Sieg, mit denen er 1999 und 2000 an der Erstrunde des DFB-Pokals teilnahm, dort aber deutlich ausschied (0:4 gegen die Stuttgarter Kickers und 0:6 gegen Energie Cottbus). Über die Station SF Neitersen ließ er seine Fußballkarriere ausklingen.
Barnes ist ehemaliger Juniorennationalspieler. Er nahm 1991 an der U-17-WM in Italien teil, die man gewinnen konnte, und 1993 an der U-17-WM in Japan, wo man Zweiter wurde, und spielte neben späteren Fußballgrößen wie Samuel Kuffour oder Daniel Addo. 1994 bestritt er sein einziges Länderspiel für die A-Nationalmannschaft Ghanas.

## Privates
Barnes ist der Vater von Joselpho Barnes, der in der Jugend des FC Schalke 04 spielte und beim lettischen Verein Riga FC unter Vertrag steht.
Der Club der Division 1 Zone 1 Young Apostles FC hat den ehemaligen ghanaischen U17-Skipper Sebastian Barnes zu seinem neuen technischen Direktor und Verbindungsoffizier für Europa ernannt.
Nach seinem Karriereende betreute er die U-13- und U-15-Mannschaft von Bayer Leverkusen. Aktuell ist er bei den Young Apostles FC als technischer Direktor tätig.

## Erfolge

### Verein
- 1999: Rheinlandpokalsieger mit dem VfL Hamm/Sieg
- 2000: Rheinlandpokalsieger mit dem VfL Hamm/Sieg

### Nationalmannschaft
- U-17-Weltmeister 1991
- Zweiter der U-17-Weltmeisterschaft 1993